# Honorius IV
Honorius IV, född Giacomo Savelli cirka 1210 i Rom, död 3 april 1287 i Rom, var påve från den 2 april 1285 till sin död två år senare, den 3 april 1287.

## Biografi
Giacomo Savelli var yngre släkting till påve Honorius III. Han studerade vid universitetet i Paris, verkade som kanik vid katedralen i Châlons-sur-Marne, var rektor vid en församling i Norwich, innan Martin IV år 1261 upphöjde honom till kardinaldiakon av Santa Maria in Cosmedin. Savelli utnämndes också av samme påve till påvlig prefekt i Toscana och kapten vid de påvliga trupperna. Clemens IV sände Savelli och tre andra kardinaler att kröna Karl I av Anjou till kung av Sicilien i Rom, och han var en av de sex kardinaler som utsåg Gregorius X till påve. 1274 deltog han i Andra Lyonkonciliet, och 1276 deltog han i den påvliga beskickningen till Rudolf av Habsburg, men vad han gjorde de följande nio åren är okänt. Martin IV avled i Perugia den 28 mars 1285, och femton av de arton kardinaler som ingick i kollegiet samlades tre dagar senare i stadens biskopsresidens för att utse en efterträdare. Savelli valdes enhälligt vid första omröstningen, vilket är ett av de snabbaste påvevalen i historien. Han antog namnet Honorius IV.
Den 19 mars samma år prästvigdes han av kardinal Malabranca Orsini, och dagen därpå vigdes han till biskop och kröntes till påve i Peterskyrkan i Rom. 
Det mest överhängande problemet för Honorius när han blev påve, var situationen på Sicilien, där Karl av Anjou hade avsatts för sin hänsynslöshet och Pedro III av Aragonien blivit kung utan Heliga stolens godkännande. Strax innan han blivit påve hade Karl av Anjou dött och efterlämnat sin son som rättmätig tronföljare, men denne satt fängslad på Sicilien. Honorius bulla Constitutio super ordinatione regni Siciliae från september 1285 handlar om att ingen regering kan vara lyckosam som inte grundar sig på rättvisa och fred, och innehåller 45 regler som framför allt syftar till att skydda den sicilianska befolkningen. Pedro III avled två månader senare, men Honorius vägrade erkänna hans söner som kungar av Aragonien och Sicilien, utan exkommunicerade biskopar som deltagit i kröningen på Sicilien.
Kyrkostaten upplevde ett lugn som det sällan i historien fick uppleva, och romarna erbjöd Honorius att residera permanent i Rom, vilket inte hade varit hans företrädare Martin IV förunnat. Han utsåg bara en kardinal, Johannes av Tusculum. Tiggarordnarna fick flera nya privilegier, och vid universitetet i Paris inrättade han en professur i orientaliska språk.